# Maxime Jobe
Pas d'image ? Cliquez ici

a Compétitions nationales et continentales officielles uniquement.

Maxime Jobe, né le 19 février 2000 à Montpellier, est un joueur de rugby à XIII français évoluant au poste de centre.
Il dispute ses premières rencontres avec  Saint-Estève XIII Catalan en Championnat de France lors de la saison 2018-2019. Il joue sa première rencontre en Super League le 2 septembre 2022 avec les Dragons Catalans contre Wigan où une dizaine de jeunes français y font leurs débuts.

## Palmarès
- Collectif : 
  - Vainqueur du Championnat de France : 2019[1] (Saint-Estève XIII Catalan).
  - Finaliste de la Coupe de France : 2019[1] (Saint-Estève XIII Catalan).

### En club
| Saison    | Club                      | Compétition           | Matchs | Points | Essais | Buts | Drop |
| --------- | ------------------------- | --------------------- | ------ | ------ | ------ | ---- | ---- |
| 2018-2019 | Saint-Estève XIII Catalan | Championnat de France | 2      | 4      | 1      | -    | -    |
| 2019-2020 | Saint-Estève XIII Catalan | Championnat de France | 3      | -      | -      | -    | -    |
| 2020-2021 | Saint-Estève XIII Catalan | Championnat de France | 11     | 20     | 5      | -    | -    |
| 2021-2022 | Saint-Estève XIII Catalan | Championnat de France | 15     | 16     | 4      | -    | -    |
| 2022      | Dragons Catalans          | Super League          | 1      | -      | -      | -    | -    |